# Simona Hradílková
Simona Hradílková (* 27. října 1969 Hranice) je česká účastnice protikomunistického odboje, jedna z nejmladších signatářek Charty 77.

## Život
Narodila se 27. října 1969 v Hranicích jako prostřední ze tří dětí a vyrůstala v Lipníku nad Bečvou. Její otec Tomáš Hradílek, zemědělský inženýr a člen KSČ, rok po sovětské okupaci, v roce 1969, požádal o zrušení členství a skončil jako dělník na pile. V únoru 1977, kdy byla Simona v první třídě základní školy, otec podepsal Chartu 77 a následně se stal jedním z nejaktivnějších chartistů, celá rodina tak žila pod dohledem Státní bezpečnosti (StB).
Simona Hradílková studovala na gymnáziu v Hranicích a v té době už se zajímala o neoficiální kulturu, zejména hudbu a literaturu. Stala se spolu s otcem zakládající členkou Společnosti přátel USA (SPUSA). Už během gymnaziálních studií se přestěhovala na Brněnsko a posléze do Brna, kde pracovala jako uklízečka a zapojila se do aktivit místního disentu. V roce 1987, ve svých 18 letech, také sama podepsala Chartu 77, čímž se stala jednou z nejmladších signatářek.
Spolu se svým partnerem a pozdějším manželem se podílela na tisku a šíření neoficiálních tiskovin a protirežimních materiálů, konkrétně např. samizdatového časopisu Pěna v letech 1988–1989, informací o Chartě 77 Infoch či zpravodaje SPUSA. Účastnila se také protirežimních demonstrací, spoluorganizovala různé petiční a podpisové akce a navštěvovala soudní procesy. Šlo např. o petici československému generálnímu prokurátorovi Jánu Pješčakovi proti brutálnímu jednání příslušníků SNB na Václavském náměstí v září 1988 nebo o manifestaci nesouhlasu s politickým procesem s Jaroslavem Popelkou či manifestaci k 20. výročí intervence vojsk Varšavské smlouvy.
Sledovala ji StB, k 1. únoru 1988 byl na ni zaveden svazek v kategorii prověřovaných osob pod krycím jménem Úlet. Několikrát byla zatčena, asi desetkrát předvedena k výslechu a celkem třikrát byla preventivně držena po dva dny v cele předběžného zadržení. V cele se také dozvěděla o svém prvním těhotenství, posléze kvůli těhotenským komplikacím skončila v nemocnici a nemohla se proto účastnit událostí v listopadu 1989.
Do roku 2010 se věnovala především rodině, později se zapojila do výroby originálních módních oděvů. Začala se věnovat práci s mládeží a angažovala se v různých občanských aktivitách. Iniciovala např. pojmenování parku Danuše Muzikářové v Brně po oběti protestů z roku 1969 Danuši Muzikářové. V září 2021 obdržela Cenu města Brna za rok 2020 za zásluhy o svobodu a demokracii. Patrně k roku 2016 byla rozvedená, měla celkem 4 děti a žila v Brně.